# Millettia dorwardi
Millettia dorwardi är en ärtväxtart som beskrevs av Collett och William Botting Hemsley. Millettia dorwardi ingår i släktet Millettia och familjen ärtväxter. Inga underarter finns listade i Catalogue of Life.